# Paul Federn
Paul Federn, né à Vienne le 13 octobre 1871 et mort à New York le 4 mai 1950, est un médecin et un psychanalyste américain d'origine autrichienne. Proche de Sigmund Freud, il appartient à la première génération des psychanalystes, et préside la Société psychanalytique de Vienne dans les années 1920. Après son exil aux États-Unis en 1938, il est connu comme représentant de l'Ego psychology.

## Biographie
Petit-fils de rabbin et fils d'un médecin généraliste réputé de Vienne, Paul Federn est « issu de la bourgeoisie juive libérale », sa mère appartenait à une famille de riches marchands. Élisabeth Roudinesco évoque une « humeur dépressive » dès sa jeunesse, « ce qui ne l'empêcha pas d'être un fringant officier de la cavalerie impériale, d'aimer les femmes et de remporter auprès d'elles de beaux succès. Sa stature imposante, sa voix tonitruante, ses yeux vifs et sa grande barbe noire lui donnaient l'allure d'un calife des Mille et Une Nuits ». Après s'être installé comme médecin interniste à Vienne en 1902, il épouse en 1904 Wilma Bauer (1884-1949) qu'il connaissait pour l'avoir soignée. Wilma Bauer est protestante, et Federn envisage de se convertir. Ses trois enfants sont élevés dans la religion protestante.
Ayant fait des études de médecine pour obéir à son père, il obtient son diplôme de médecine en 1895, et c'est au cours de son internat avec Hermann Nothnagel qu'il est présenté par ce dernier à Freud. « Avec Freud, il fait une sorte d'analyse avant la lettre, au cours de laquelle il parvient à contrôler son humeur mélancolique. »
Il est un membre influent de la Société psychologique du Mercredi. « Profondément marqué par la lecture de L'Interprétation du rêve, il se voue dès 1904 à la psychanalyse, constituant avec Alfred Adler, Wilhelm Stekel et Rudolf Reitler le premier cercle de disciples de Freud ». Il préside la Société psychanalytique de Vienne.
Médecin militaire pendant la Première Guerre mondiale, il devient, après la défaite de l'Allemagne, membre du parti social-démocrate. Il s'est beaucoup intéressé aux applications sociales de la psychanalyse et a défendu l'ouverture de centres ambulatoires. Du fait de son intérêt pour le travail social et la Heilpägagogik, il noue des relations avec August Aichhorn. Il s'intéresse à la délinquance juvénile, à l'éducation sexuelle et à l'émancipation des femmes. Dans un essai publié en 1919 « Zur Psychologie der Revolution: die Vaterlose Gesellschaft (“Sur la psychologie de la révolution: la société sans père”), il analyse la contestation de l'autorité par la génération d'après-guerre comme un parricide inconscient ambitionnant d'instaurer une “société sans père” ». Publiés entre 1919 et 1921, "Psychanalyse des masses" de Ernst Simmel, "Sur la psychologie de la révolution", de Federn et Psychologie des masses et analyse du moi de Freud présentent des points de jonction (Tréhel, G., 2017).
Son intérêt pour la folie est probablement lié à sa situation familiale. De fait son fils, Walter, brillant étudiant en égyptologie et  universitaire, est schizophrène et se suicide en 1968,.
Paul Federn émigre avec sa famille aux États-Unis en 1938, dans le contexte de l'annexion de l'Autriche par l'Allemagne nazie. Quelques mois avant son départ, son fils, Ernst Federn, est arrêté par la Gestapo, puis déporté à Buchenwald. Paul Federn ne revoit son fils qu'en 1946 aux États-Unis.
Il est engagé, dès l'entre-deux guerres, dans la révision de la théorie du moi et dans la refonte de la deuxième topique, travail qui débouche sur la distinction du moi (ego) et du soi (self), premier pas vers la Self Psychology. Il sera « très affecté de ne pas être vraiment reconnu par les représentants de l' Ego-psychology, qui ne citent jamais ses travaux ».
C'est seulement en 1946, après avoir fait reconnaître son diplôme de médecin, qu'il est officiellement reconnu comme analyste didacticien à la New York Psychoanalytic Society. La récidive d'un cancer dont il estimait ne pas pouvoir réchapper le conduit à se suicider.

## Paul Federn et la théorie du moi
D'après Roudinesco et Plon, c'est « à partir d'une réflexion sur le narcissisme et la clinique des psychoses » que Paul Federn « élabora sa conception des “frontières du moi” ».

### À partir de la théorie du moi de Freud
Selon Maria Teresa de Melo Carvalho, « les élaborations de P. Federn, si elles ne constituent pas une théorie achevée du moi, contiennent néanmoins des éléments féconds qui peuvent fonctionner comme point de relance de la conception du moi ». Au sein de « la critique lacanienne », cette psychanalyste latino-américaine, constamment confrontée dans le « contexte brésilien » à l'importance prise par Lacan  quant à la conception élaborée par celui-ci d'une « essence imaginaire du moi », se réfère dans sa recherche à  « l'affirmation de Laplanche selon laquelle les travaux de Federn définissent le point théorique et historique très exact d'où il faudrait repartir pour reprendre la théorie freudienne du moi, là où elle a été laissée en jachère, avant d'être déviée par ce qu'on appelle l'ego psychology ».
Au cours de sa recension de l'ouvrage de M.-T. de Melo Carvalho, Monique Dechaud-Ferbus écrit que pour Federn, le Moi est « un état psychique, le plus simple qui rend compte du Moi en tant que Moi corporel et Moi psychique ». M.-T. de Melo Carvalho étudie « ce que Federn élabore sur la constitution du Moi et de ses frontières ».

### Le moi et le narcissisme
L'intérêt de Paul Federn « pour la nature et le fonctionnement du Moi » s'accompagne d' « une réflexion en profondeur sur le narcissisme », notamment en ce qui regarde la clinique des schizophrènes: « Dans ses études sur ses patients schizophrènes, Federn en arriva à la conclusion que, loin d'être excessivement investi de libido, leur Moi disposait au contraire d'une énergie d'investissement insuffisante. Contrairement aux hypothèses de Sigmund Freud et de Karl Abraham, c'est donc une carence, non un excès de libido narcissique, qui détermine pour lui la difficulté objectale du psychotique ».

## Réception française des travaux de Paul Federn
La liste des écrits de Paul Federn en allemand et en anglais de 1901 à 1952 est donnée à la fin de la traduction française de l'ouvrage édité de manière posthume sous la direction d'Edoardo Weiss à New York en 1952 et en 1979 pour la traduction française sous le titre La psychologie du moi et les psychoses. Selon M. Dechaud-Ferbus, M.-T. de Melo Carvalho, avec le recul pris dans les années 1990 par rapport aux années 1970 et l'évolution de la théorie psychanalytique — les travaux de Paul Federn ont spécialement intéressé Didier Anzieu dans Le Moi Peau et Jean Laplanche dans Vie et mort en psychanalyse — met « en relief ce qui est resté occulté dans les travaux de Federn ».
Au niveau de la recherche la plus récente (années 2010), F. Houssier, D. Bonnichon, X. Vlachopoulou et A. Blanc du groupe de recherches « Paul Federn et la psychothérapie des psychoses » (dirigé par Florian Houssier),  éditeurs de la traduction française de deux textes jusqu'alors inédits en français, Investissements du moi et actes manqués, et Contes. Mythes. Histoire des premiers temps, ont pour but de « réparer l'oubli indifférent » à l'égard d'un des « psychanalystes pionniers » parmi les plus « proches du fondateur de la psychanalyse », pionnier notamment  « de la psychothérapie psychanalytique des psychoses ». Ils rappellent les hommages rendus à son égard par Didier Anzieu et en 1970 par Jean Laplanche. Dans leur introduction à cette traduction de deux textes de P. Federn des années 1920-1930, les auteurs déclarent s'appuyer essentiellement sur « trois sources centrales » : l'ouvrage de Federn paru à titre posthume et dirigé par Edoardo Weiss La psychologie du moi et les psychoses (1952), l'ouvrage de  M.-T. de Melo Carvalho Paul Federn, une autre voie pour la théorie du Moi (1996) et l'article de P.-C. Racamier, « À propos de La Psychologie du moi et les psychoses de P. Federn » (1954).

## Publications

### En allemand et en anglais
- (de) Zur Psychologie der Revolution: Die vaterlose Gesellschaft. Suschitzky, Leipzig 1919.
- (de) Einige Variationen des Ichgefühls, 1926.
- (de) Narzissmus im Ichgefüge, 1927.
- (de) Das Ich als Subjekt und Objekt im Narzissmus, 1929.
- (de) Hygiene des Geschlechtslebens für den Mann. Hippokrates, Stuttgart 1930.
- (de) Bis der Arzt kommt. Hippokrates, Stuttgart 1930
- (de) Gesundheitspflege für Jedermann. Heft 1–2. Hippokrates, Stuttgart 1930
- (en) The Analysis of psychotics, 1934.
- (de) Das psychoanalytische Volksbuch. Seelenkunde. Hygiene. Krankheitskunde. Kulturkunde. Hippokrates, Stuttgart 1926 u. : Huber, Bern 1939.
- (en) Ego Psychology and the psychoses, 1952, Basic Books, Inc. New York.

### Traductions françaises
- La Psychologie du moi et les psychoses (Ego psychology and the psychoses, 1952, édition posthume sous la dir. d'Edoardo Weiss), Introduction d'Edoardo Weiss, traduit de l'américain par Anne Lewis-Loubignac, Puf, Coll. « Bibliothèque de psychanalyse » (dir. Jean Laplanche), 1979,  (ISBN 2130357032).
- Investissements du moi et actes manqués, suivi de Contes. Mythes. Histoire des premiers temps (Die Ichbesetzung bei den Fehlleistungen, 1932, et Märchen — Mythus — Urgeschichte, 1926), traduit de l'allemand par Catherine Haussone, introduction « Paul Federn, la psychanalyse sans frontières » par Florian Houssier, Delphine Bonnichon, Xanthie Vlachopoulou et Adrien Blanc (Groupe de recherches « Paul Federn et la psychothérapie des psychoses » sous la dir. de Florian Houssier, laboratoire UTRPP, université Paris-XIII, Sorbonne Paris Cité),  Paris, Les éditions d'Ithaque, 2017,  (ISBN 978-2-916120-78-2)
- Cartes postales, notes & lettres de Sigmund Freud à Paul Federn (1905-1938), traduit de l’allemand par Benjamin Lévy, avec la collaboration de Ch. Woerle pour la transcription, Introduction par le Groupe de travail Paul Federn (F. Houssier, D. Bonnichon, A. Blanc et X. Vlachopoulou), Les éditions d'Ithaque, 2018,  (ISBN 978-2-916120-87-4)